# Herb gminy Bolesławiec (województwo dolnośląskie)
Herb gminy Bolesławiec – symbol gminy Bolesławiec, ustanowiony 30 kwietnia 1992.

## Wygląd i symbolika
Herb przedstawia na tarczy koloru białego z czerwoną obwódką, dzielonej w słup w części górnej czerwony napis „GMINA BOLESŁAWIEC”, z lewej strony pół zielonego drzewa iglastego i dwa złote kłosy zboża z prawa w skos, natomiast w polu prawym czerwony mur z półtorej złotej wieży z czerwonymi szczytami, a przed nim niebieski wazon.